# Fuoco di fuga
Il fuoco di fuga è una tecnica antica che consiste nell'accendere il fuoco per poi spegnerlo allo scopo di buttarsi nelle ceneri; così facendo, in caso di incendio, il fuoco che avanza non trova nel punto del fuoco di fuga combustibile per alimentarsi.
Nell'incendio di Mann Gulch, (Montana, 5 agosto 1949), grazie a questa tecnica Wag Dodge, il capo degli smoke jumpers, riuscì a salvarsi.
Per analogia, l'espressione "escape fire" è utilizzata in inglese per indicare un modo non convenzionale, controintuitivo o improvvisato per sfuggire da situazioni piuttosto complesse per essere affrontate con metodi tradizionali.